# Lisa Ashton
Lisa Ashton (Bolton, 27 augustus 1970) is een Engels dartspeelster. Haar bijnaam luidt The Lancashire Rose. Ashton won in 2014, 2015,  2017 en 2018 het World Professional Darts Championship en werd in 2015 ook wereldkampioene singles bij de WDF. In 2020 heeft Ashton een tour kaart bemachtigd bij de PDC. In 2025 won ze de Women's World Matchplay.

## Carrière
Ashton bereikte de kwartfinales van de Women's Winmau World Masters in 2007 door de finalist van 1996, Heike Ernst uit Duitsland, te verslaan. Bij de laatste 16 verloor ze van Rilana Erades. Het jaar erop bereikte ze de halve finale en versloeg ze Anne Kirk bij de laatste 16 en vervolgens Cathy Shaw uit Australië. Daarna verloor ze van de uiteindelijke winnaar Francis Hoenselaar.
Ashton won vervolgens de Women's Zuiderduin Masters in 2008 door in de finale Trina Gulliver met 2-0 te verslaan. 
Ashton kwalificeerde zich voor de World Professional Darts Championship 2009 en maakte haar debuut op het evenement. Ze ontmoette Gulliver opnieuw in de kwartfinale, maar werd met 2-0 verslagen. In 2011 versloeg Ashton in de finale om de Winmau World Masters Trina Gulliver met 4-1. Ashton bereikte de finale van de World Professional Darts Championship 2013, waar ze verloor van Anastasia Dobromyslova met 2-1. Een jaar later won ze de titel op de World Professional Darts Championship 2014. Ze kwam terug van een achterstand tegen Aileen de Graaf maar won toch. Tegen Anastasia Dobromyslova overleefde ze zes match darts om de finale te bereiken. In de finale versloeg ze de nummer één van de wereld Deta Hedman met 3-2, nadat ze met 2-0 achter gestaan had en Hedman mocht gooien voor de titel. 
Ook het jaar erna stond ze in de finale van de BDO World Darts Championship 2015, dit keer was landgenoot Fallon Sherrock haar opponente. Ze wist haar wereldtitel te verdedigen door met 3-1 te winnen. 
In 2016 won Ashton de Dutch Open door in de finale Lorraine Winstanley te verslaan. Op de BDO World Darts Championship 2018 won Ashton voor de vierde keer het World Professional Darts Championship door in de finale Anastasia Dobromyslova met 3-1 in sets te verslaan. 
In oktober 2018 werd voor de tweede keer de Winmau World Masters gewonnen door een 5-2 winst in sets op de Engelse Casey Gallagher. In december 2018 won Ashton voor de tweede keer de Finder Darts Masters door winst op Fallon Sherrock met 2-1 in sets. 
Op het BDO World Darts Championship 2019 verloor Ashton in de eerste ronde verrassend van Mikuru Suzuki uit Japan met 0-2. Op 27 oktober 2019 wist Ashton haar derde World Masters-titel in de wacht te slepen door Anastasia Dobromyslova in de finale met 5-4 in legs te verslaan.
In juli 2025 won Ashton de Women's World Matchplay. Ze versloeg Robyn Byrne en titelverdediger Beau Greaves om de finale te halen, waarin ze wedstrijdpijlen overleefde, terugkwam van een achterstand en met een uitslag van 6-5 won van Fallon Sherrock.

## Resultaten op wereldkampioenschappen

### BDO
- 2009: Kwartfinale (verloren van Trina Gulliver met 0-2)
- 2012: Kwartfinale (verloren van Trina Gulliver met 0-2)
- 2013: Runner-up (verloren van Anastasia Dobromyslova met 1-2)
- 2014: Winnaar (gewonnen in de finale van Deta Hedman met 3-2)
- 2015: Winnaar (gewonnen in de finale van Fallon Sherrock met 3-1)
- 2016: Kwartfinale (verloren van Trina Gulliver met 1-2)
- 2017: Winnaar (gewonnen in de finale van Corrine Hammond met 3-0)
- 2018: Winnaar (gewonnen in de finale van Anastasia Dobromyslova met 3-1)
- 2019: Laatste 16 (verloren van Mikuru Suzuki met 0-2)
- 2020: Runner-up (verloren van Mikuru Suzuki met 0-3)

### WDF

#### World Championship
- 2023: Halve finale (verloren van Aileen de Graaf met 1-3)
- 2024: Laatste 24 (verloren van Sophie McKinlay met 1-2)

#### World Cup
- 2009: Kwartfinale (verloren van Julie Gore met 2-5)
- 2015: Winnaar (gewonnen in de finale van Deta Hedman met 7-6)

### PDC
- 2019: Laatste 96 (verloren van Jan Dekker met 1-3)
- 2021: Laatste 96 (verloren van Adam Hunt met 2-3)
- 2022: Laatste 96 (verloren van Ron Meulenkamp met 0-3)
- 2023: Laatste 96 (verloren van Ryan Meikle met 2-3)

### WSD (Senioren)
- 2022: Laatste 16 (verloren van Terry Jenkins met 1-3)
- 2023: Laatste 32 (verloren van Neil Duff met 2-3)
- 2024: Halve finale (verloren van Colin McGarry met 2-3)
- 2025: Laatste 28 (verloren van Tony O'Shea met 2-3)

## Resultaten op de World Matchplay

### WSDT (Senioren)
- 2022: Kwartfinale (verloren van Martin Adams met 0-8)
- 2024: Kwartfinale (verloren van Leonard Gates met 1-8)

### PDC Women’s
- 2022: Halve finale (verloren van Aileen de Graaf met 4-5)
- 2023: Halve finale (verloren van Mikuru Suzuki met 3-5)
- 2024: Halve finale (verloren van Fallon Sherrock met 4-5)
- 2025: Winnaar (gewonnen in de finale van Fallon Sherrock met 6-5)

## Gespeelde finales World Professional Darts Championship
- 2013: Anastasia Dobromyslova - Lisa Ashton 2-1
- 2014: Lisa Ashton - Deta Hedman 3-2
- 2015: Lisa Ashton - Fallon Sherrock 3-1
- 2017: Lisa Ashton - Corrine Hammond 3-0
- 2018: Lisa Ashton - Anastasia Dobromyslova 3-1
- 2020: Mikuru Suzuki - Lisa Ashton 3-0